# Emlichheim (Ölfeld)

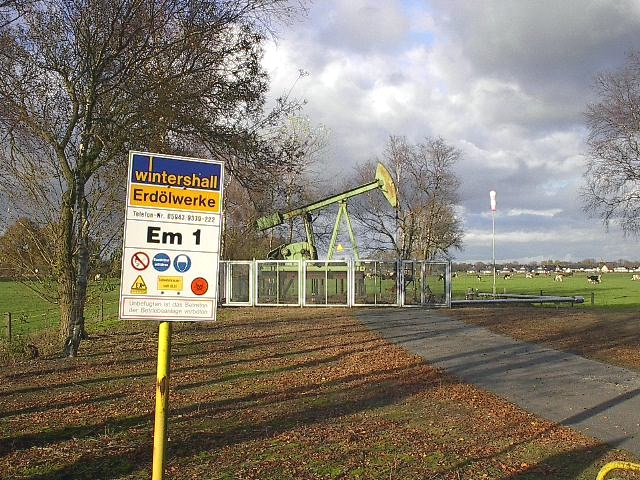
Pferdekopfpumpe an Bohrloch Emlichheim 1

Das Ölfeld Emlichheim ist eine Erdöllagerstätte bei der Gemeinde Emlichheim in der Grafschaft Bentheim. Der Hauptteil des Ölfeldes liegt im direkt angrenzenden niederländischen Ort Schoonebeek und wird trotz der gleichen Formation wegen der Staatsgrenze als eigenes Feld geführt. Das Ölfeld Schoonebeek wurde 1996 wegen unrentabeler Förderung unterbrochen und rückgebaut, es ist aber nach erneuter Erschließung seit 2011 wieder in Förderung. 1943 wurde durch die fündige Bohrung Emlichheim 1 das Feld erschlossen. Die zwischenzeitlich erschlossenen Felder Emlichheim West und Emlichheim Süd sind in den sechziger Jahren wieder geschlossen worden. Betreiber des Feldes ist die BASF-Tochter Wintershall.

## Das Ölfeld
Die Förderbohrung Emlichheim 1 wurde als erste Förderbohrung in Emlichheim fündig. Begonnen wurde die Bohrung am 26. Mai 1943, abgeschlossen wurde sie am 4. November desselben Jahres. Seit dem 12. Mai 1944 ist das Feld offiziell in Betrieb. Das Erdöl lagert in einer Tiefe von 800 Metern im Bentheimer Sandstein
Seit 1968 wird auch das Dampfflutverfahren in Emlichheim angewendet.
Im Jahr 2010 waren 90 Fördersonden im Feld aktiv. Durch die Anwendung des Dampfflutverfahrens wird versucht, die Förderung konstant bei 150.000 Tonnen pro Jahr zu halten. Hierzu wird das in den Schichten eingelagerte Öl mittels Dampf mobilisiert.
Das geförderte Rohöl wird nach der Entsalzung und Vorbehandlung per Kesselwaggon nach Osterwald transportiert. Von dort verläuft eine Pipeline zur Raffinerie nach Lingen-Holthausen.
Pünktlich zum 700-jährigen Jubiläum der Gemeinde Emlichheim konnte auch die 10 Millionste Tonne Erdöl aus dem Feld Emlichheim gefördert werden.

## Förderung
| Jahr | Förderung in Tonnen |
| ---- | ------------------- |
| 1945 | 5.141               |
| 1950 | 153.707             |
| 1955 | 157.040             |
| 1960 | 128.500             |
| 1965 | 129.130             |
| 1970 | 182.770             |
| 1975 | 155.100             |
| 2013 | 172.980             |
| 2014 | 165.951             |

| Jahr | Förderung in Tonnen |
| ---- | ------------------- |
| 2015 | 160.692             |
| 2016 | 153.317             |
| 2017 | 158.990             |
| 2018 | 146.593             |
| 2019 | 133.536             |

Quellen:

### Gesamtförderung
- 1975: Bis zum Jahresende wurden aus dem Feld insgesamt 4.326.669 Tonnen Erdöl gefördert.[5]
- 2010: 10.000.000 Tonnen

## Teilfelder

### Emlichheim-West
Das Teilfeld Emlichheim-West wurde 1957 gefunden und 1966 aufgegeben. Es wurden in diesem im Zeitraum 43.405 Tonnen Erdöl gefördert. Das Ölfeld Emlichheim-West befand sich in der Gemeinde Laar Ortsteil Eschebrügge.

### Emlichheim-Süd
1959 wurde das Teilfeld Emlichheim-Süd entdeckt, welches bis 1968 in Förderung stand. Es wurden hier 11.020 Tonnen Öl gefördert. Das Ölfeld Emlichheim Süd befand sich im Emlichheimer Ortsteil Haselaar.